# Хальвдан Храбрый
Хальвдан Храбрый (Хальвдан Блестящий; VII век) — согласно «Саге о Хервёр», «Саге об Инглингах», «Саге о Ньяле» и «Как заселялась Норвегия», отец Ивара Широкие Объятья. Сын Харальда Старого, внук Вальдара, правнук Хродгара. Представитель рода Скьёльдунгов.

## «Сага об Инглингах»
Снорри Стурлусон сообщал, что шведский король Ингьяльд Коварный выдал свою дочь Асу замуж за короля Сконе Гудрёда. Аса была схожая характером со своим отцом, известным своей жестокостью, и убила Гудрёда, а также его брата Хальвдана, отца Ивара Широкие Объятья. После гибели Гудрёда она была вынуждена бежать обратно к отцу.
В ответ на убийство отца и дяди Ивар Широкие Объятья собрал большое войско и осадил Ингьяльда и его дочь в Уппсале. Не желая попасть в руки врагов, Ингьяльд созвал всех своих людей в палаты, напоил их до пьяну и сжёг их, себя и свою дочь.

## «Сага о Хервёр»
В «Саге об Инглингах» не упоминается о матери Хальвдана, Однако в «Саге о Хервёр» сообщается, что ею была Хильд, дочь готского короля Хейдрека Волчья Шкура, сына Ангантюра, который победил гуннов.
По свидетельству саги, Хальвдан имел сына, Ивара Широкие Объятья, который напал на Ингьяльда, жестокого правителя, доведя того до самоубийства.